# Bitwa pod Łączynem
Bitwa pod Łączynem – starcie zbrojne, które miało miejsce w 929 r. w rejonie leżącego na prawym brzegu Łaby słowiańskiego grodu Łączyn.
W sierpniu 929 r. wieleckie plemię Redarów, zamieszkujące ziemie leżące między współczesnymi Neubrandenburgiem a Neustrelitz, podjęło atak i zdobyło pograniczny gród saski Walsleben nad rzeką Uchte (na północ od Stendal na terenie współczesnej Saksonii-Anhalt). Sukces Redarów zachęcił inne plemiona słowiańskie, m.in. Obodrytów oraz pozostałe plemiona wieleckie, do walki przeciw Frankom Wschodnim z Henrykowi I. 
W reakcji na te wydarzenia król Henryk I zebrał armię sasko-niemiecką, która przekroczyła Łabę w rejonie silnie umocnionego słowiańskiego grodu Łączyna (we współczesnej północno-zachodniej Brandenburgii, niedaleko granicy z Dolną Saksonią i Meklemburgią-Pomorzem Przednim). Dowodzone przez margrabiów Bernharda i Thietmara wojska sasko-niemieckie rozpoczęły oblężenie Łączyna, nazywanego „bramą do kraju Obodrytów i Wieletów”. Po pięciu dniach oblężenia, pomimo oporu i pojawienia się posiłków słowiańskich, armia sasko-niemiecka rozbiła Słowian i zdobyła gród. O zwycięstwie zadecydował atak zreorganizowanego przez Henryka I ciężkozbrojnego rycerstwa. 
Historię walk Franków ze Słowianami w czasach panowania Henryka I i Ottona I (936-973) szeroko przedstawił Widukind z Korbei w dziele Res gestae Saxonicae, spisanym ok. 973 r. Walki o gród w Łączynie Widukind przedstawia z punktu widzenia zwycięzców, ukazując Słowian jako barbarzyńców.